# 献血
献血（けんけつ）とは、輸血や血液製剤製造のために無償で血液を提供することである。

## 概説
代替血液は開発されてはいるが供給に限度があり、輸血は人血を使用せざるを得ない。献血制度が整備される以前は売血によって血液の需要を満たしていたが、金銭を得る目的で過度に売血をする者が多数現れ、これらから得られる血液の低質な「黄色い血液」や供血者の健康面で問題が多かった。
「献血」の語は日本赤十字社中央血液センター所長の大林静男博士によって提唱された。クリスチャンの大林は、輸血可能血液量とその復活量の関係とキリスト教会における「什一献金」から発想のきっかけを得た。

### 血液製剤とは
献血で得られた血液は、輸血以外の用途で血漿中のいくつかのタンパク質を抽出した血漿分画製剤などの医薬品に加工される。
献血された血そのままの全血でなく、赤血球濃厚液、血小板濃厚液、血漿、クリオプレシピテート（クリオ製剤）などの血液製剤に加工することで、状況にあわせて効果的な輸血を行えるようにする。
血漿分画製剤の例としては、アルブミン製剤、免疫グロブリン製剤、血液凝固因子製剤、アンチトロンビン製剤、組織接着剤(フィブリン糊など)などがある。
特定の抗体を持つ人に対しては、「B型肝炎ワクチン追加接種プログラム」などで献血が呼びかけられる場合がある。

## 安全性
世界保健機関(WHO)は、献血された血は全て検査することを推奨しており、HIV、B型肝炎、C型肝炎、梅毒の検査は必須としている。
安全性は以前より格段に向上しているが、ウイルス感染ののち一定期間は検出不可な検査空白期間の「ウィンドウ・ピリオド」があり、この期間に献血された血液は検査をすり抜ける。未知の病原体はチェック対象とならない。
HIV感染によるエイズを心配する人が検査目的で献血する例が後を絶たず、輸血を受ける患者の感染リスクが高まったことから、検査結果が陽性でも献血者に通知されず、感染血液は廃棄される。HIVをはじめとした感染症の検査および相談は、保健所や検査センターで、無料かつ、匿名で、住所にかかわらず遠隔地でも受けることができる。日本赤十字社も献血時の問診表に「エイズの検査を受けるための献血ですか」の問いを設けてエイズ検査目的の献血をスクリーニングしている。ポスターなどでも注意を促している。
問診は、服薬・体調・病歴や海外渡航歴などプライバシーに関わることも含まれているため、個室にて行われる。医師が事前検査や問診を通じて献血者保護と血液製剤の安全性が確保できると判断できない場合は、献血ができない場合もある。自己血以外の輸血歴の有無やヒト由来プラセンタの投薬の有無が不明な場合も次回に献血を延期してもらうことがあるため注意が必要である。

### 血小板献血におけるCD4+リンパ球低下の懸念
成分献血では、白血球を濾過除去して返血する過程がある。この影響により、概ね100〜200回以上の血小板成分献血をした者には細胞性長期記憶免疫に肝要なCD4+リンパ球数が200/μl以下になる例が見られる、という報告がここ数年出されている
。
しかしこれらの論文でも、「血小板献血をやめるべきである」という意見は一切出されていない。上記いずれの論文でも、下記の注記が付されている。
まず、CD4+リンパ球が200/μl以下であるのが問題になるのはHIV感染者に見られる知見からである。なぜならHIV感染者は、外部から病原体が侵入してもHIVによってCD4+リンパ球の活性化が阻害されるからであり、HIVに感染していない血小板献血者にはそうした懸念が無い。
つまり健常者のCD4+リンパ球が200/μl以下になるのはとりわけ異常とは言えず、それに伴う各種罹患率・死亡率の上昇は報告されていない。
特にコロナ禍以降重視されているワクチンへの免疫獲得という点では、SARS-CoV-2だろうと他の（例えば髄膜炎菌）ワクチンだろうと、血小板献血者とそれ以外の間に差異は見られなかった。
ただし、これらの解釈は過去の知見の外挿であり、まだエビデンスであるとは言い難い。成分献血で白血球を除去するのが無害であると完全に結論づけるのは時期尚早であると言えよう
。

## 日本における献血

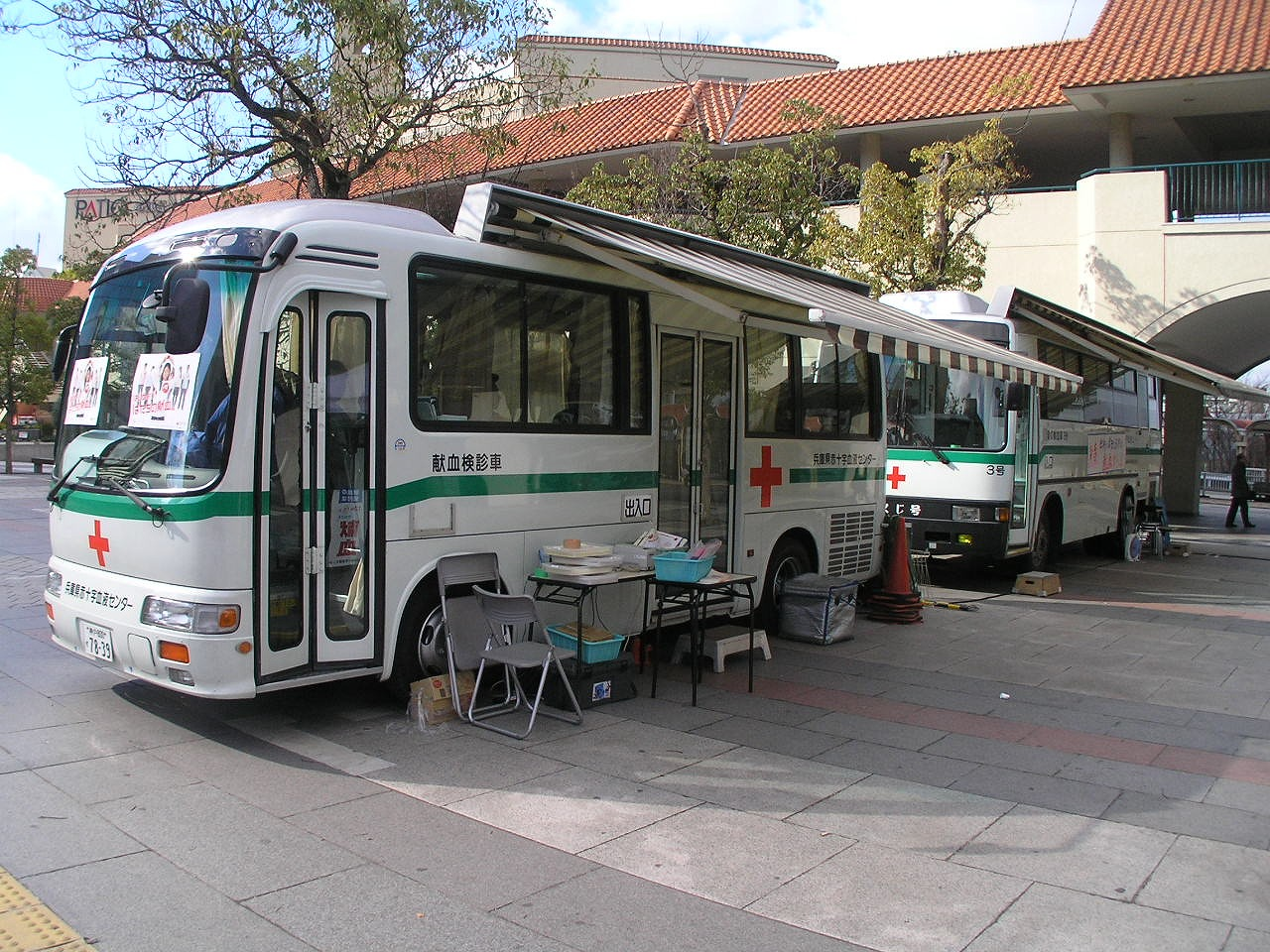
献血検診車による献血街頭活動（兵庫県神戸市須磨区名谷駅前）

日本は日本赤十字社が全て手がけ、提供された血液は感染症の検査のあと、各医療機関などへ提供される。日本での輸血用血液はもっぱら献血でまかなう。
2005年以前の献血の根拠は1964年の閣議決定だったが、2005年の法改正で「採血及び供血あつせん業取締法」が「安全な血液製剤の安定供給の確保等に関する法律（血液法）」と名称を変更して大きく改正され、献血事業の主導権は日本赤十字社から厚生労働省に移った。

### 種類と基準
大別して、血液の成分すべてを採取する「全血献血」と、特定の成分のみを採取する「成分献血」がある。基準を満たし同意を得た者は600ミリリットル (mL) の成分献血が可能である。
- 全血献血
  - 200mL献血
  - 400mL献血（条件を満たしていれば、200よりもこちらの400ccにするよう要請される。理由は後述）
- 成分献血
  - 血小板献血
  - 血漿献血

|                    | 全血献血                                  | 全血献血                                                                                | 成分献血                          | 成分献血                            |
| 200mL献血          | 400mL献血                                 | 血漿献血                                                                                | 血小板献血                        |                                     |
| ------------------ | ----------------------------------------- | --------------------------------------------------------------------------------------- | --------------------------------- | ----------------------------------- |
| 一回当たりの献血量 | 200mL                                     | 400mL                                                                                   | 600mL以下                         | 400mL以下                           |
| 年齢               | 16 - 69歳                                 | - 男性：17 - 69歳 - 女性：18 - 69歳                                                     | 18 - 69歳                         | - 男性：18 - 69歳 - 女性：18 - 54歳 |
| 体重               | - 男性：45kg以上 - 女性：40kg以上         | 50kg以上                                                                                | - 男性：45kg以上 - 女性：40kg以上 | - 男性：45kg以上 - 女性：40kg以上   |
| 最高血圧           | 90mmHg以上179mmHg以下                     | 90mmHg以上179mmHg以下                                                                   | 90mmHg以上179mmHg以下             | 90mmHg以上179mmHg以下               |
| 最低血圧           | 50mmHg以上109mmHg以下                     | 50mmHg以上109mmHg以下                                                                   | 50mmHg以上109mmHg以下             | 50mmHg以上109mmHg以下               |
| 脈拍               | 40回/分以上100回/分以下                   | 40回/分以上100回/分以下                                                                 | 40回/分以上100回/分以下           | 40回/分以上100回/分以下             |
| 体温               | 37.5℃未満                                 | 37.5℃未満                                                                               | 37.5℃未満                         | 37.5℃未満                           |
| 血色素量           | - 男性：12.5g/dL以上 - 女性：12.0g/dL以上 | - 男性：13.0g/dL以上 - 女性：12.5g/dL以上                                               | 12.0g/dL以上                      | 12.0g/dL以上                        |
| 血小板数           | 規定なし                                  | 規定なし                                                                                | 規定なし                          | 15万/uL以上                         |
| 年間可能献血回数   | - 男性：6回 - 女性：4回                   | - 男性：3回 - 女性：2回                                                                 | 24回                              | 24回                                |
| 年間総献血量       | - 男性：1200mL以内 - 女性：800mL以内      | - 男性：1200mL以内 - 女性：800mL以内                                                    | 規定なし                          | 規定なし                            |
| 次回献血可能日     | 男女とも4週間後                           | - 男女とも8週間後（成分献血） - 男性：12週間後（全血献血） - 女性：16週間後（全血献血） | 男女とも2週間後                   | 男女とも2週間後                     |

- ※全血献血は年間採血量に限度があり、男性では1,200mL・女性では800mL。
- ※成分献血は年間回数に限度があり、血小板は1回を2回に換算して合計24回。

65歳から69歳の献血は、献血者の健康を考え、60歳から64歳の間に献血経験がある人に限られる。
400mL全血献血および成分献血の実施以前は200mL全血献血のみであった。400mL献血はより多くの血液を1人の献血者から採血することによって、輸血時の発熱・発疹・感染等の副作用低減を期待できる。成分献血は回復に時間を要する赤血球を献血者に戻すため、全血献血に比べてより多くの血小板や血漿を採血可能となる。献血をする側の身体や臓器への負担は200mL献血もしくは成分献血が比較的軽いが、400mL献血であっても日常生活に支障はなく、健康体であれば身体的に害はない。
成分献血はいったん全血を採取し、遠心分離機で得た必要な成分を回収したあと、遠心分離機内で抗凝固薬（クエン酸ナトリウム）を混ぜた残りの血液を体内に返血する手順を複数回（おもに3、4回。機械・体調などにより決定）繰り返す。そのため採血に時間がかかる（30 - 90分）。
上記の条件や採血設備、血液の需要、所要時間などが考慮されたうえでいずれかの献血への協力を要請されるが、決定は献血者の意思が優先される。通常、成分献血が可能であれば成分献血を勧められ、不可能な場合も400mLが可能であれば400mLを勧められる。成分献血で血小板献血・血漿献血の別は、献血者に知らされないこともある。学校や会社などによる献血の場合は、全血献血が行われることが多い。
血小板献血で採血に血漿を含まないときは、1週間後に血小板成分献血が可能になる。ただし4週間に4回実施した場合は次回までに4週間以上空けなくてはならない。血小板は採血してから保存可能期間が採血後4日間と短く、当日の血小板採血予定量を超えた場合に成分献血は血漿のみになることもある。
血小板成分献血は、通常1人から10単位血小板+血漿を採血するが、血小板数が多い献血者は「高単位血小板献血」を依頼される場合があり、20単位の血小板を採血することがある。この場合、まれにクエン酸反応で、唇のしびれ・寒気などが出現することがあり、予防としてカルシウム入りの菓子や飲料が提供される。
2011年4月1日より、男性のみ400mL全血献血の対象年齢が18歳から17歳に引き下げられ、男女とも18歳から54歳に限定されている血小板成分献血は、男性のみ上限を69歳に引き上げた。
2018年4月1日から「安全な血液製剤の安定供給の確保等に関する法律施行規則」が一部改正され、献血における1年間の算定方法が「365日」から「52週（364日）」に変更された。
2020年9月1日に「安全な血液製剤の安定供給の確保等に関する法律」が改正され、献血者の健康診断基準（最高血圧の上限・最低血圧の上下限・脈拍数・体温）が新たに定められた。

### 献血の方法

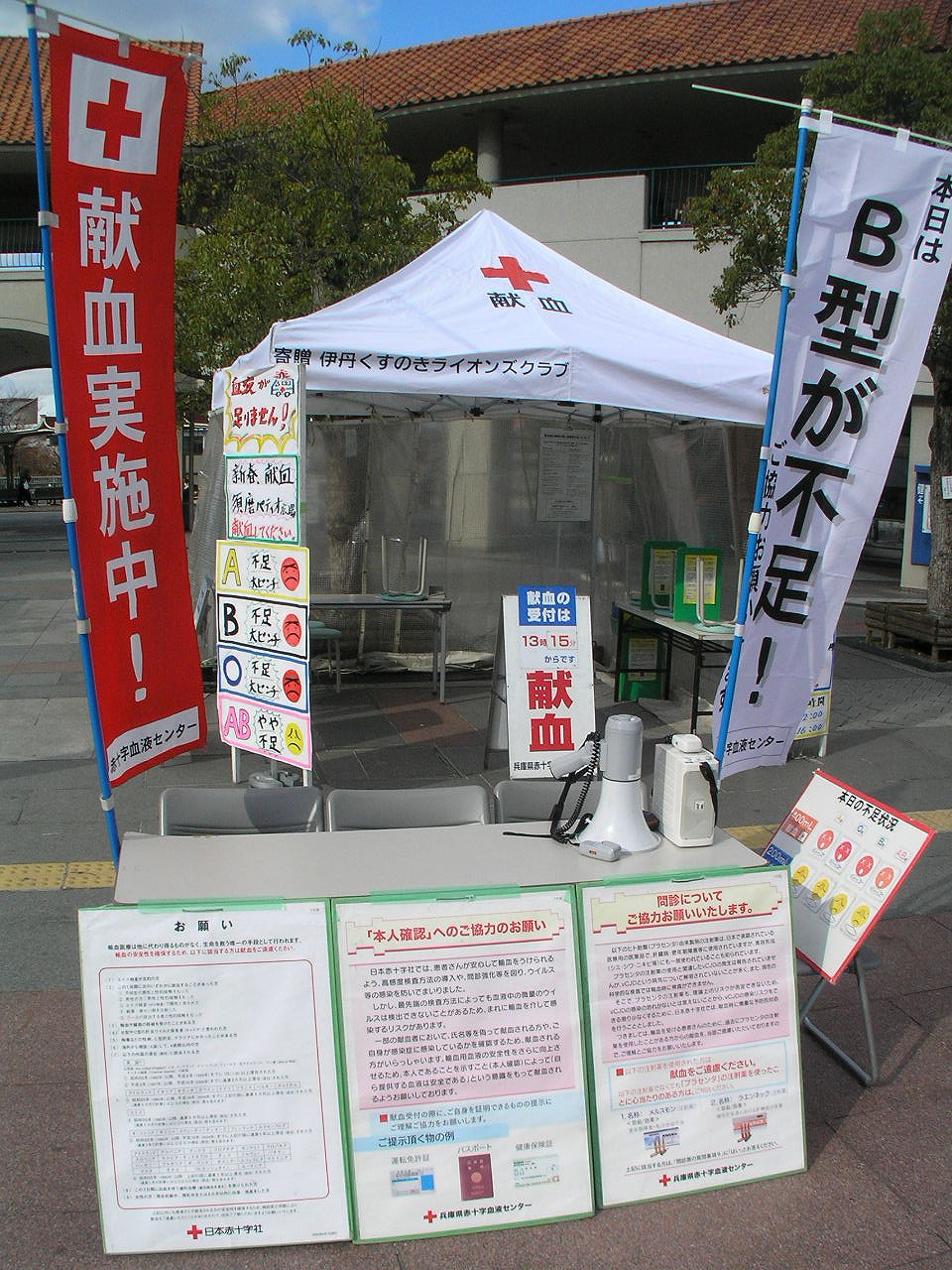
日本における街頭献血の様子（神戸市名谷駅前）

#### 準備
献血にまず必要なものは自信を持って「標準的な範囲で健康」であると言える肉体である。そのうえで、初回の献血時もしくは2004年10月1日以降に血液センターに身分証明書の提示がない場合、もしくは献血カードの献血履歴の血液センター名の右側に「1」、2006年10月1日のカード移行後に献血していない場合や、献血手帳に「確認1」、がそれぞれ記載されていない場合、献血者の本人確認のために身分証明書の提示を求める。未確認者から身分証明が2回連続でなされなかった場合は献血申し出を断る規定が2018年4月から導入された。受付時に静脈認証または暗証番号による本人確認を行い、問診・検査・採血では氏名・生年月日・血液型を必ず質問する。なお、この質問項目は厳格に決められているわけではなく、ルームによっては「氏名のみ質問」「氏名に加え、生年月日か血液型のいずれか一方を質問」とする場合もある。もちろんカルテから確認できる内容であるが、取り違い防止のために実施している。
血液センターや献血ルームによっては需給の調整のため、電話やウェブによる事前予約を勧めている場所もある。特殊な血液型、ヒト白血球型抗原 (HLA) 適合を要求される場合などは、あらかじめ登録された人などに対して献血要請を行う場合がある。毎年献血者数が減少する時期は、先に献血要請を出す場合もある。

#### 献血できる場所

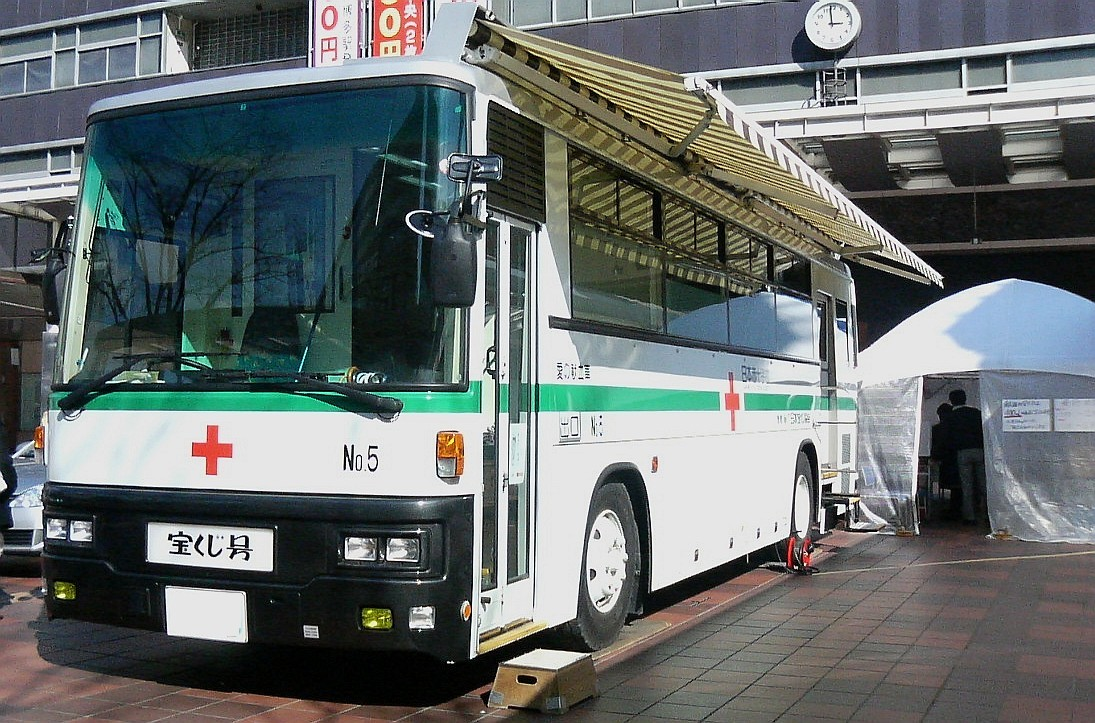
移動採血車による街頭での献血。車体左側は天幕が展開可能で、テントを張らない場合は天幕下に受付の机が置かれる。写真の右手に見えるのは受付用テント。（2006年3月、福岡市博多駅前にて撮影）

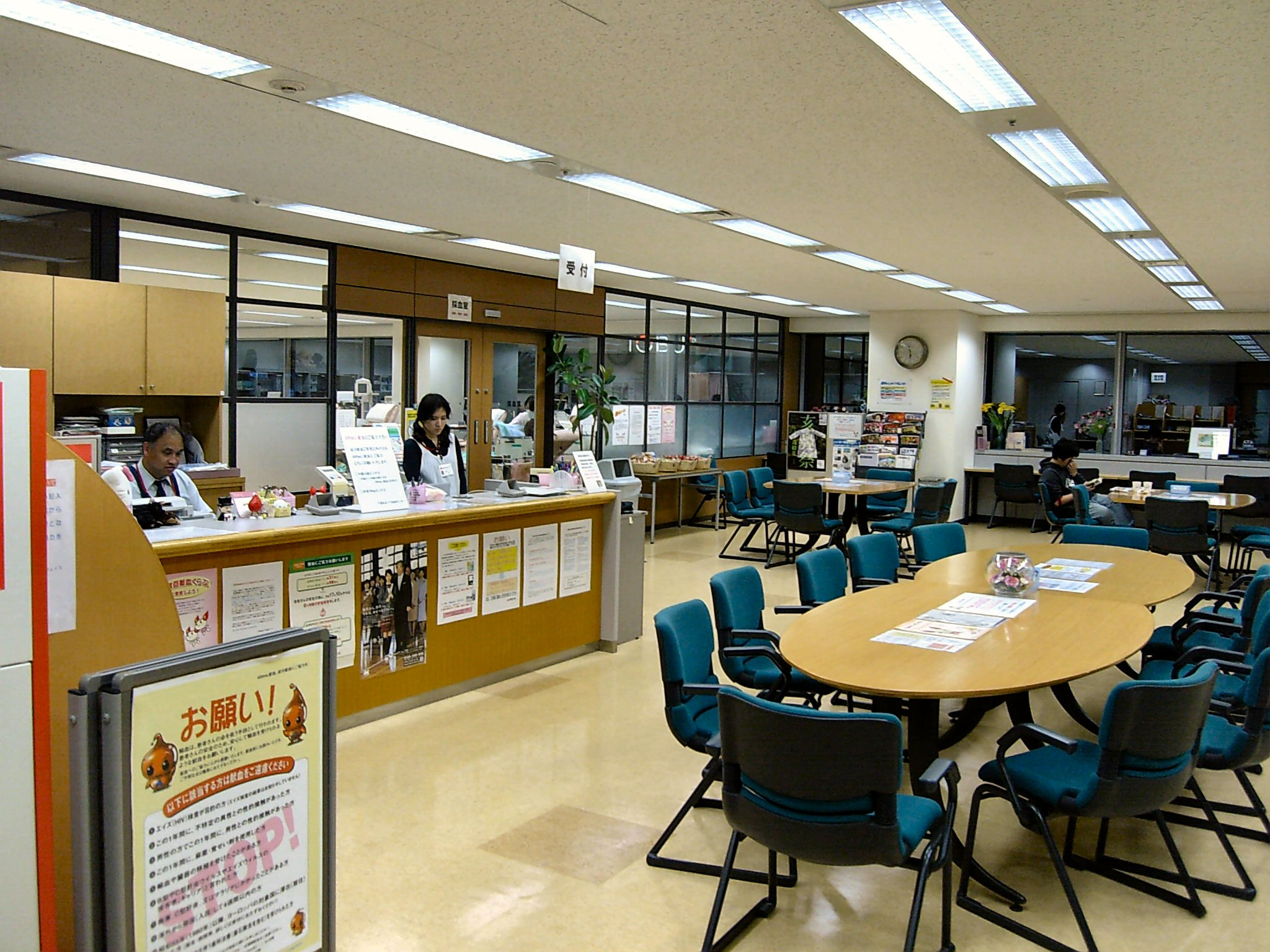
千葉県、船橋フェイスビル献血ルームの様子(リニューアル前)。順番待ちや献血後の休憩などのために、イスやテーブルが用意されている。順番がきたら奥の採血室に入り献血を行う。

献血は各地にある血液センターや献血ルームのほか、駅前や繁華街などに派遣されるバス型の移動採血車で行われる。移動採血車は会場によっては、ほかの移動採血車やテントなどを運ぶ軽トラックやワゴン車などの資材車と2台またはそれ以上のキャラバンが編成される場合もある。
- 移動採血車は、街頭献血と呼ばれる駅前や繁華街などでの一般への協力の呼びかけや企業や学校などの集団献血などで利用される。おもに200mL、400mLの採血を行う。医療機関からの需要により400mLの受付を中心としている。
- 成分献血専用車両を整備するなど、移動採血車で成分献血を実施する事例もある。
- 血液センターや献血ルームでは成分献血が広く行われている[注 5]。

#### 献血の手順
問診票に所定の事項を記入する。タッチパネル式の導入事例もある。その後、医師による問診表確認と問診、加えて血圧測定で最高血圧が90mmHg以上の確認と心拍数測定があり、看護師が約2mL採血して血液感染のエイズ、ヤコブ病、A型肝炎などの検査と血液型を確認する。順番はルームや状況により異なるが、医師が献血適否を最終的に判断する。
油脂分や砂糖を多く含む食事は、血糖値や脂肪分の上昇を招き、直前に食した場合は血液検査で申告を指導する事例もある。年始などに飲酒の有無を訪ねることがある。
40代で初めての献血および40代以降の成分献血の場合は、過去1年間に心電図の検査を受けて異常がない人に限られ、検査を受けていない場合は検査する。勤務先等で受けた健康診断（心電図）の結果もこれに含まれるが、ルームで検査することもできる。
採血時間を短くして血液の凝固や血球の損傷を防ぐため、血液検査や点滴より太い18ゲージ (G) の採血針を用い、採血針・採血キット・採血バッグは、滅菌済みの使い捨ての物を使用する。
検査採血と献血採血は別々の腕で行われる。採血は、血管が細いなどの理由で片腕だけでは時間がかかる場合にまれに両腕で同時に採血することがあるほか、成分献血の採血機械によって両腕（片方から採血、片方から返血）に穿刺することがある。検査および本採血時に穿刺が失敗した場合（血液が漏れ出すなど）、採血中止となる。
所要時間は血圧や血管の太さなどにより個人差があるが、200mL献血、400mL献血ともに約5 - 15分、成分献血の場合は約30 - 90分程かかる。
血液を採取するときのベッドは、上半身に血液が多くなるよう足側が高くなるように作られている。多くの場合、靴を履いたまま上がってよいが、もちろん脱いでもよい。
採血の際、試験管の半分の量を2本に分けて血液パックとは別に採血される（献血のはじめの方で小さなパックの方に血液がたまり、これを検査の採血と同様に試験管に移す）。ここで採取される血液は「初流血」と呼ばれ、採血用の注射針を刺した際に毛穴（毛のう）の中の細菌などが混入するのを防ぐために輸血用血液とは分けて採取するものである。この際に採取された血液は検査用血液として利用される。
採血に先立ち、温かい飲み物を飲んでおくよう指導されることがある。体温が上がると、より短時間で採血が完了し、献血者の負担が軽減できることと、待ち時間が短縮できるメリットがある。採血をする際にも血液は大部分が血漿（液体部分）から構成されるため、採血後にも水分（スポーツドリンクなど）を多く摂取するように説明・指導される。これは事前の問診でも医師に指導されるが、体の負担を減らすとともに、回復を早めるためである。
献血中に失神などの体調不良の症状が出た場合、看護師にその旨を訴えるとただちに献血が中止される。
多くの献血ルームは採血中の退屈を紛らすため、テレビやビデオデッキ、DVDプレーヤー、ゲーム機などが設置されており、テレビ番組や備えつけの映画ソフトなどを見ることができる。ロビーの雑誌や漫画を持ち込むことも可能。飲食物の持ち込みは衛生上、保健所により禁止指示を受けているルームもある。

#### 献血後
止血バンドを20分以上したままにし（包帯のみの場合もある）、ルーム内や仮設テントなどで休憩や水分補給をする。
所定の記録が記載され、献血カードもしくは献血手帳（初献血の場合は1冊目が交付される）と「今一度、ご確認をお願いします!」の注意書が渡される。この印刷物に献血バックと同じ採血番号が貼られる。内容は献血前にも行った問診の再確認で、
と記載されてある。エイズ検査の結果が陽性だった場合を含み、献血する6か月以内にいずれかに該当する項目があった場合は、献血した当日のうちに印刷物に記載の電話番号に連絡するよう案内されている。電話する場合は採血番号と生年月日を明かす必要があるが、各都道府県赤十字血液センターではプライバシーは確実に守られると記載がある。
あわせて、ボールペンや絆創膏などの粗品が贈られることが多い。スタンプカードなどを用いたキャンペーンも行われている。テレホンカードや図書券などの金券類が贈られた時期もあるが、金券ショップに売却することで間接的に売血行為となってしまい、「法的に禁止されている売血となるおそれがある」との指摘により現在は廃止されている。献血の回数に応じて記念品や感謝状などが贈られる（表彰記章#日本赤十字社を参照）。
献血直後の排尿は男性でも必ず座位で行うよう指導される。これは、採血と排尿がともに血管迷走神経反射性失神の原因となるため、それらが重なる献血直後の排尿を立位で行うと、失神して転倒する危険が高まるためである。実際に、これが原因ではないかと疑われる事故が起こっている（後述）。
献血後、献血に起因する何らかの障害により医療機関を受診した場合は、救済制度により医療費などが支給される。

#### 献血会場でのサービス
献血会場では、献血前のリラックスや献血後の休息・水分補給のため、菓子や飲み物が提供されている。長時間にわたる献血に備えて、読書やDVDコーナーなども充実しているところ（献血ルーム、成分献血専用採血車）が多くなった。

#### 検査サービス
血液型（ABO式、Rh式）、生化学検査（グリコアルブミンを含む7種類）、血球計数検査（8種類）の項目を検査し、希望者に結果を郵便で通知し、複数回献血クラブに登録すると専用ウェブサイトへログインして確認可となる。
検査で異常を認められた場合に希望者へ通知される項目は、B型肝炎、C型肝炎、梅毒、HTLV-1である。エイズ検査目的の献血を防ぐためにHIVは異常が認められても通知されない。

### 統計
| 年   | 総献血者数（万人） | 対前年比 | 成分献血者数 | 対前年比 | 400mL献血者数 | 対前年比 | 200mL献血者数 | 対前年比 |
| ---- | ------------------ | -------- | ------------ | -------- | ------------- | -------- | ------------- | -------- |
| 1998 | 613.7              | 2.3%     | 151.3        | 12.5%    | 270.9         | 1.7%     | 191.4         | 3.7%     |
| 1999 | 613.9              | 0.0%     | 161.0        | 6.5%     | 276.7         | 2.1%     | 176.0         | 8.0%     |
| 2000 | 587.7              | 4.3%     | 160.8        | 0.2%     | 272.6         | 1.5%     | 154.3         | 12.3%    |
| 2001 | 577.4              | 1.8%     | 169.5        | 5.4%     | 272.7         | 0.0%     | 135.1         | 12.4%    |
| 2002 | 578.4              | 0.2%     | 182.9        | 7.9%     | 275.1         | 0.9%     | 120.2         | 11.0%    |
| 2003 | 562.1              | 2.8%     | 173.2        | 5.3%     | 276.6         | 0.5%     | 112.2         | 6.7%     |
| 2004 | 547.3              | 2.6%     | 170.9        | 1.3%     | 268.6         | 2.9%     | 107.6         | 4.0%     |
| 2005 | 532.0              | 2.8%     | 156.0        | 8.7%     | 276.0         | 2.7%     | 100.0         | 7.1%     |
| 2006 | 498.7              | 6.3%     | 137.3        | 12.0%    | 276.1         | 0.0%     | 85.3          | 14.6%    |
| 2007 | 493.9              | 1.0%     | 142.5        | 3.8%     | 293.1         | 6.2%     | 58.2          | 31.7%    |
| 2008 | 507.7              | 2.8%     | 155.6        | 9.2%     | 303.0         | 3.4%     | 49.0          | 15.9%    |
| 2009 | 528.7              | 4.1%     | 165.8        | 6.5%     | 316.1         | 4.3%     | 46.6          | 4.8%     |
| 2010 | 531.8              | 0.6%     | 158.9        | 4.2%     | 327.0         | 3.4%     | 45.9          | 1.7%     |

| 年   | 献血量合計（万L） | 対前年比 | 成分献血 | 対前年比 | 400mL献血 | 対前年比 | 200mL献血 | 対前年比 |
| ---- | ----------------- | -------- | -------- | -------- | --------- | -------- | --------- | -------- |
| 1998 | 209.4             | 8.2%     | 62.7     | 33.3%    | 108.3     | 1.7%     | 38.2      | 3.7%     |
| 1999 | 212.9             | 2.7%     | 67.0     | 10.4%    | 110.7     | 2.1%     | 35.2      | 8.0%     |
| 2000 | 207.5             | 2.5%     | 67.6     | 1.0%     | 109.0     | 1.5%     | 30.8      | 12.3%    |
| 2001 | 208.7             | 0.6%     | 72.6     | 7.3%     | 109.0     | 0.0%     | 27.0      | 12.4%    |
| 2002 | 213.3             | 2.2%     | 79.1     | 9.0%     | 110.0     | 0.9%     | 24.0      | 11.0%    |
| 2003 | 207.8             | 2.6%     | 74.7     | 5.6%     | 110.6     | 0.5%     | 22.4      | 6.7%     |
| 2004 | 201.8             | 2.9%     | 72.8     | 2.5%     | 107.4     | 2.9%     | 21.5      | 4.0%     |
| 2005 | 196.0             | 2.9%     | 65.6     | 9.9%     | 110.4     | 2.7%     | 20.0      | 7.1%     |
| 2006 | 184.1             | 6.0%     | 56.6     | 13.6%    | 110.4     | 0.0%     | 17.0      | 14.6%    |
| 2007 | 188.7             | 2.5%     | 59.8     | 5.5%     | 117.2     | 6.2%     | 11.6      | 31.7%    |
| 2008 | 197.2             | 4.5%     | 66.2     | 10.7%    | 121.2     | 3.4%     | 9.8       | 15.9%    |
| 2009 | 206.9             | 4.9%     | 71.1     | 7.4%     | 126.4     | 4.3%     | 9.3       | 4.8%     |
| 2010 | 206.8             | 0.0%     | 66.8     | 6.0%     | 130.8     | 3.4%     | 9.1       | 1.7%     |

| 年度 | 血液事業収入（億円） | 対前年比 | 成分製剤供給収入 | 分画製剤供給収入 | 原料血液供給収入 |
| ---- | -------------------- | -------- | ---------------- | ---------------- | ---------------- |
| 2006 | 1327.3               |          |                  |                  |                  |
| 2007 | 1481.8               | 11.6%    | 1277.3           | 107.4            | 94.9             |
| 2008 | 1519.5               | 2.5%     | 1317.2           | 104.2            | 96.1             |
| 2009 | 1564.9               | 2.9%     | 1370.0           | 102.6            | 90.3             |
| 2010 | 1596.0               | 1.9%     | 1412.2           | 101.1            | 80.4             |

1985年の献血実績を2008年と比較すると、10代、20代ともに献血者が大幅に減っている。1985年時点での16 - 19歳（10代）は献血者179万人、献血率25%で、20代は献血者260万人、献血率は17.6%だった。しかし2008年度は16 - 19歳の献血者が1985年の5分の1に、20代は半分以下になった。人通りの多い駅前や繁華街、さらに職場や学校などへの移動採血車の出動を増やしたり、移動採血車の出動場所や献血ルーム周辺での呼び込みを強化したりしている。

### 献血ができない例

#### 献血する人への負担軽減の理由から
- 体調がよくない。
- 食事を2回抜いている（朝食・昼食を抜いて午後に献血など）。
  - 一食だけ抜いている場合は用意されている菓子などを摂るように薦められる。
- 特定の病気の罹患または既往歴がある。
  - 心臓病・腎臓病・多血症・極度の貧血・てんかん・けいれん・失神・脳血管障害・薬物療法（処方箋薬・インスリン自己注射など）を受けている糖尿病など。
- 睡眠不足（おおむね4時間以下。しかし生活習慣として恒常化している場合は自己申告ののちに医師の判断となる。基本的に睡眠時間が不足していれば受付で献血を断られるが、当日の採血計画を大きく下回るなどの状況によっては仮眠時間なども聞かれて医師の問診に通されることもある）。
- 体重40kg未満の女性、45kg未満の男性（200mL献血）。男女とも50kg未満（400mL献血）。
- 65歳以上の場合、健康面から60歳 - 64歳までの間に献血経験のある場合に限る。
- 妊娠・母乳授乳中。
- 出産・流産後6か月未満。
- 血色素量の数値が低い（Hb濃度が低い）。
- 心電図異常（特に成分献血の場合）。

#### 輸血される側の安全の理由から
- 発熱時・体調が思わしくない場合。
- 特定の病気の罹患または既往歴がある。
  - 悪性腫瘍（輸血未実施の状況に限る）・結核は、根治後5年を経過すれば献血ができる。
  - 肝逸脱酵素（ALT、AST）高値の場合。
- 特定の感染症（感染症新法に定められたほとんどの感染症）の感染疑いがある場合。

##### 感染症疾患
採血された血液は抗HBs抗体、抗HBc抗体、抗HCV抗体、HIV-1抗体、HTLV-1抗体、パルボウイルスや梅毒の7項目を検査されるが、感染後まもないウイルスはウインドウ・ピリオド期間内では検知できずに、輸血による二次感染を招いた事例がある。以下に当てはまる場合は献血を辞退し、献血後に気付いた場合は輸血を防ぐために一刻も早く血液センターへ連絡する必要がある。
- HIV感染の可能性がある場合（6か月以内に不特定の異性と性的接触を持った、同性同士で性的接触を持った、覚醒剤・麻薬類の注射、針刺し事故の経験およびHIV陽性者・エイズ発症者）。
- 肝炎ウイルス感染の可能性がある場合（急性のA、E型は治癒後6か月で献血可能だが、B、C型のキャリアは根治後もできない）。
- 伝染性紅斑感染の疑いがあるか、家族または周囲の集団にいる場合。
- 新型インフルエンザウイルス感染の疑いがある場合。輸血を通じて感染するおそれがあるため、献血してから発覚した場合はただちに連絡を入れる必要がある。

##### 服薬・輸血
- 輸血歴（手術時などの自己血輸血を除く）・臓器移植歴（ヒト乾燥硬膜を含む）がある。
  - 血液や臓器は未知の病原体がいる。
- 保健薬（栄養ドリンクや胃腸薬の一部）を除いた服薬。
  - 風邪薬も含む。問診に於いては「直近3日以内」が不適格基準とされているが、薬剤によってはさらに長い期間体内に貯留したり血液に影響を与えるものもある。3日以内ならサプリメントの服用も問診時に相談することが望ましい。
  - 当日服用でも献血可能な薬の例として、サプリメント、胃腸薬、降圧薬、漢方薬、高脂血症治療薬、アレルギー治療薬、ホルモン補充療法のホルモン剤、点眼や点鼻などの局所治療薬、抗潰瘍薬、緩下剤が挙げられている[24][25]が、検診医が最終的な判断を行う。
  - トレチノイン製剤のエトレチナートは最後の服薬から2年以上[26]、イソトレチノイン製剤は最後の服薬から1か月以上[27]、抗腫瘍薬は5年を経過しないと献血できない。
- 狂犬病接種対象外の動物に噛まれて狂犬病ワクチンを接種後1年間、HBグロブリン投与後1年間。
- 健康食品を除くヒト由来の胎盤（プラセンタ）を用いた薬剤使用経験者。
- 男性型脱毛症の治療に使われる育毛服用剤を使用の際は一定期間。たとえばフィナステリドは内服後1か月間。

##### 歯科・外科治療
- 抜歯、出血を伴う歯科施術後3日間（歯石取りなどの施術も含まれる）。
- 輸血（自己血を除く）・臓器移植を伴わない外傷・疾病による手術後は最低6か月間。

##### vCJD関連・日本国外渡航者
- 日本国外渡航者
  - 日本国外から帰国後4週間以内（2005年2月より実施）
- 変異型クロイツフェルト・ヤコブ病（vCJD）関連
  - 英国渡航からの帰国後に献血した日本人男性がvCJDを発症して死亡したことが2005年2月に明らかとなり、同年3月末より以下の規制が設けられている。
  - 1980年以降に欧州を中心とした約35か国に、厳重警戒地域では6か月以上、それ以外の地域でも5年以上の滞在歴がある場合。
    - 英国に1980年から1996年に1日でも滞在した場合は献血ができなくなっていたが、2010年1月27日より通算1か月以上（31日以上）滞在した場合へと緩和された[28]。
- 日本国外特有の伝染病・感染症
  - ウエストナイル熱保有生物（アメリカ大陸各国）・マラリア原虫に刺されたり、破傷風菌や狂犬病・vCJDなどの暴露を受けた疑いがある場合。

##### 予防接種投与
投与後、一定期間の献血が不可能となる。
24時間（不活化ワクチンおよびトキソイド）
A型肝炎、インフルエンザ、日本脳炎、コレラ、肺炎球菌、百日咳、破傷風、新型コロナウイルス（一部）
48時間
新型コロナウイルス（RNAワクチン（mRNAワクチンを含む） : ファイザー社製・武田/モデルナ社製など）
4週間
B型肝炎、おたふくかぜ、風疹、BCG
6週間
新型コロナウイルス（ウイルスベクターワクチン : アストラゼネカ社製など）
2か月
天然痘
3か月（抗血清）
破傷風、蛇毒、ガス壊疽、ボツリヌス
6か月
抗HBsヒト免疫グロブリン
1年
狂犬病ワクチン

##### 外傷・皮膚疾患
- ピアスの穴開け施術後の一定期間。
  - 医療機関で行った場合および使い捨て器具を使用した場合は最低でも1か月間、医療機関以外（友人同士など）で行った場合では1年間にわたって献血できない。粘膜を貫通している場合（鼻腔、口唇など）は一切献血できない。
- タトゥー（刺青）、アートメイク施術後は最低6か月間[30]。
- 骨折や靱帯損傷などの骨関節外傷治療中。

以下のケースは血液に細菌が混入している恐れがあるため不可となる。
- 怪我をして化膿ないし、じくじくした生傷がある。
- 出血を伴う口内炎に罹っている。
- 犬などに噛まれた場合。

そのほか、成分献血の返血の際に内出血があった場合、反対側の腕の血管が細いなどの理由で返血できなかった場合は成分献血ではなく全血献血扱いとなり、次回献血可能日も全血献血に相当する期間となる。

### 献血カードと献血手帳

#### 献血手帳
献血者コードならびに献血した日付・場所・採血種類を記した手帳。献血前に前回の採血日時を確認するために必要。発行は各地域（おもに都府県ごと）の赤十字血液センターだが、日本全国共通で利用できる。
10回分の記入欄があり、欄が埋まると新しいものが交付される。400mL献血および成分献血の導入当初は、400mL献血1回で2回分、成分献血1回で3回分として記入されていた（協力促進のため。すなわち、記録上の献血回数が実際の回数より多くなる）が、1995年4月1日以降はいずれも等しく1回として記入される。
献血手帳の取扱い等について（昭和44年11月厚生省薬務局細菌製剤課長通知）では献血手帳の歴史的経緯や、この通知発効後は献血手帳の有無に関わらず公平に輸血が受けられることなどが記されている。かつては献血経験者およびその家族は優先的に輸血を受けられる旨が定められていた。
従来、手帳は「既献血回数」とともに「供給本数」の欄もあった（これゆえ、別称血液通帳）が、上述の精神に則り「供給 - 」は1981年度に削除された。

#### 献血カード「愛-Ca（アイカ）」の導入

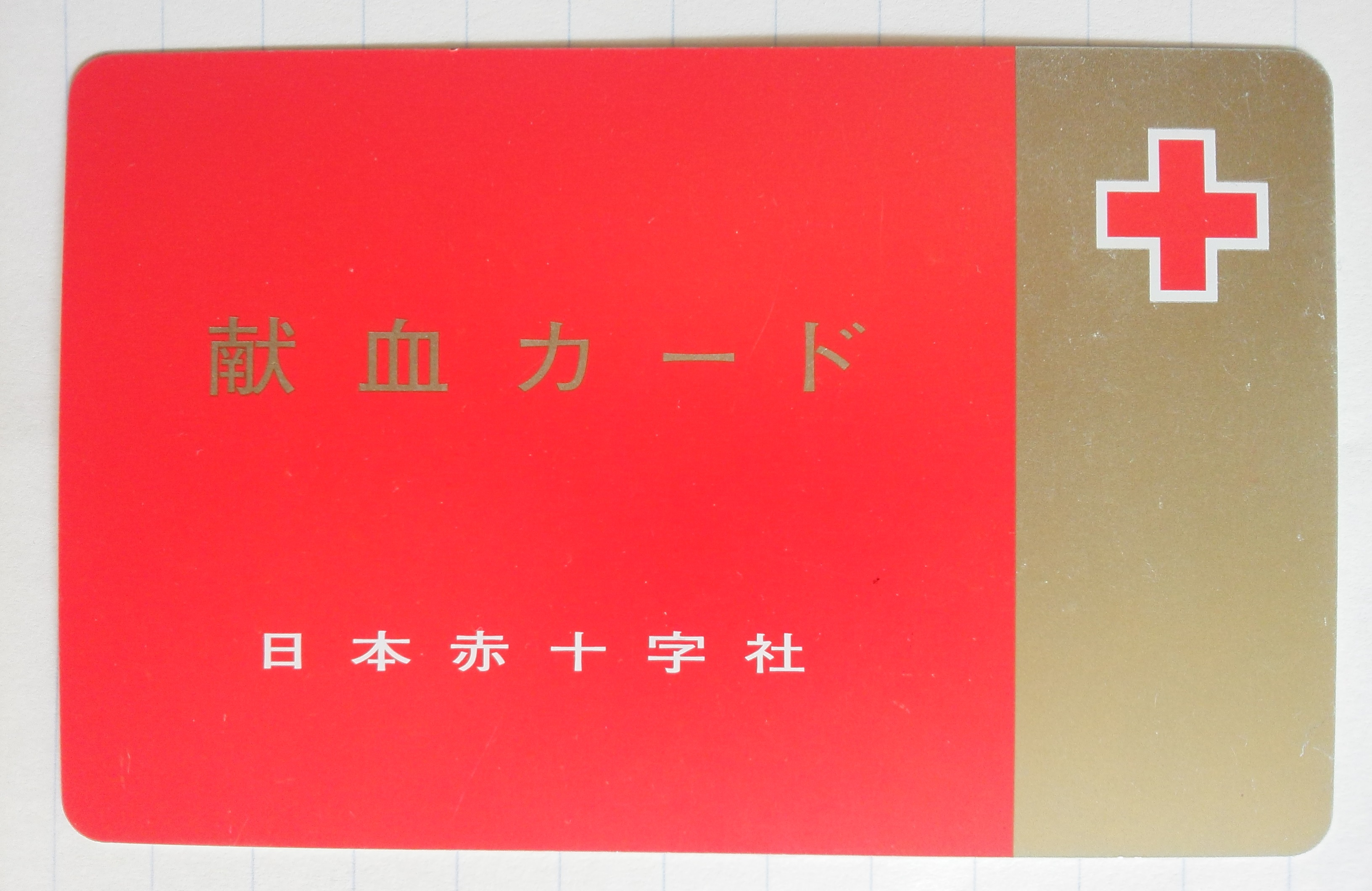
献血カード「愛-Ca（アイカ）」

2006年10月から、献血手帳に替わり磁気記録式の献血カードが導入された。札幌、山梨、岡山の各血液センターでは2006年8月に手帳を廃止し、献血カードを先行導入した。その他の血液センターは2006年10月に献血カードへ移行した。献血カード導入以前の献血手帳の情報は献血カードへ移し変えることができる。
カードに4桁の暗証番号を設定し、本人確認を行うことになっていたが、2014年5月以降は、指静脈による生体認証が順次導入されている。
カード裏面は、上段から献血者コード番号、献血者氏名（姓・カタカナ表記）、献血者氏名（名・カタカナ表記）、献血回数、血液型（ABO式、Rh式）、直近3回分の献血履歴（日付、献血方法、採血センター名、本人確認区分）、献血方法別の次回献血可能日、表彰・顕彰の記録、最新献血センター名、最新献血センターの電話番号が表示されている。この表示は献血を行うごとに毎回書き換えられるようになっている。ほか、専用リーダーのみで読み出し可能な磁気情報で住所・漢字表記の氏名・生年月日が記録される。
北海道ではこれ以前の1998年から献血カードが導入されていた。暗証番号は設定されてはいなかったものの、カード裏面にさまざまな情報が記録されることはまったく同じであった。当時はその他の地域では献血手帳が用いられていたため、その献血カードは北海道内でしか使用できないものであり、他都府県で献血カードを出した場合は献血手帳が発行されていた。
2011年10月3日から複数回献血クラブ（ラブラッド）会員はオリジナル献血カードに変更が可能になった。
なお、2026年1月4日をもって献血手帳・献血カードの新規発行および更新は終了する。

#### 献血手帳の歴史
- 1952年：供血者に「供血感謝のしるし」発行。
- 1954年：「奉仕供血手帳」発行。
- 1961年：「奉仕供血手帳」を「献血手帳」に改称。
- 1962年：「献血手帳」（緑表紙）に加えて「預血手帳」（青表紙）も発行。
- 1964年：預血手帳廃止。
- 1965年：献血手帳、冊子型に様式改正（外皮は現行型の“赤地に金のマージン”に）。預血手帳の要素が入り「供給欄」を記載。
- 1970年：様式改訂。従来型の二つ折りカードに。
- 1980年：書式改訂。輸血の優先権条文を削除。
- 1982年：書式改訂。「供給欄」を削除。
- 2006年10月：制度全面改訂。愛-ca、全国で使用開始[33]。

### 表彰

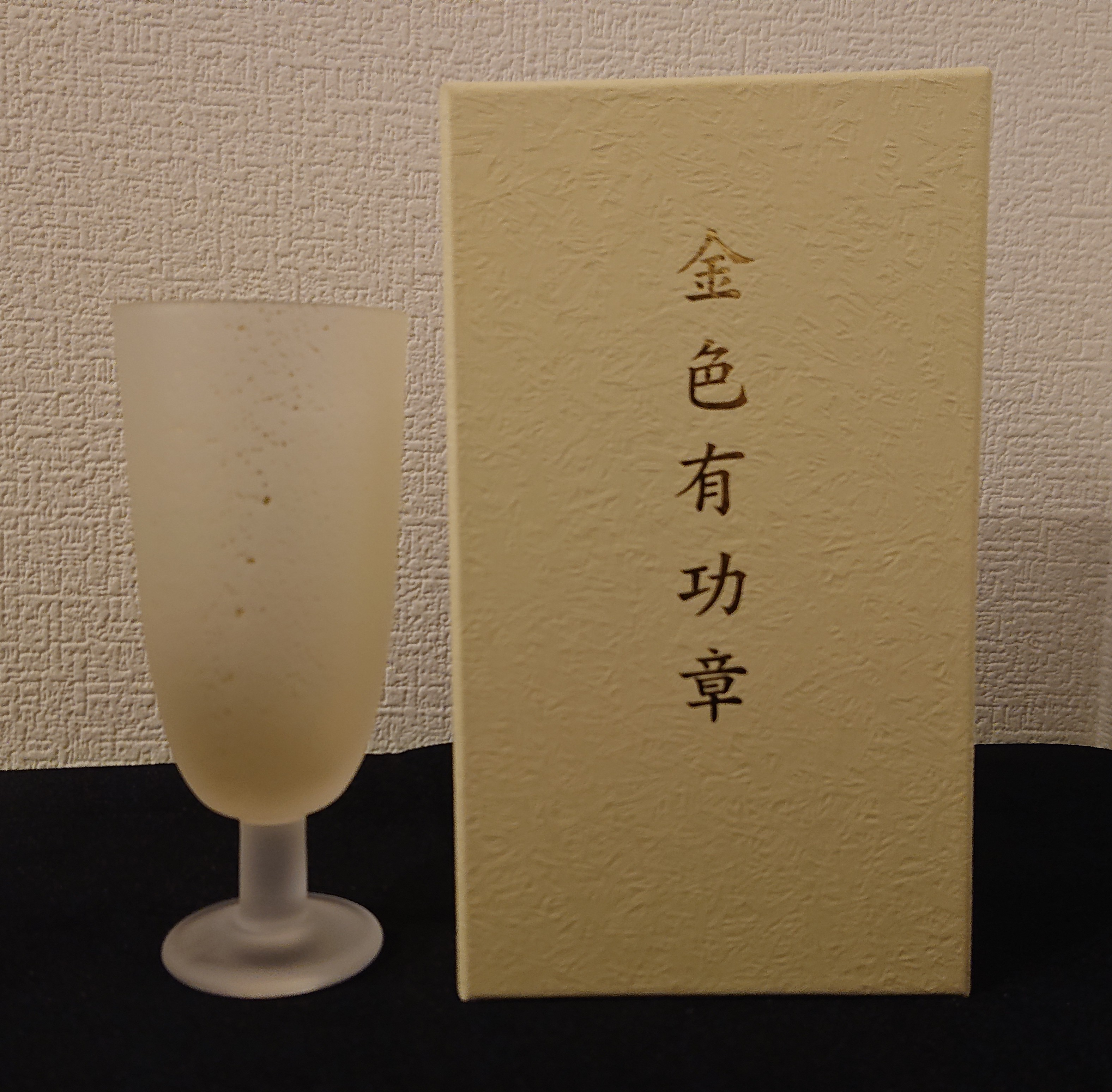
献血100回金色有功賞（ガラス杯）

昭和55年から表彰制度が設けられ献血30回で銀色有功章、50回で金色有功章の楯が贈られていた。平成7年に制度基準が変更されて以降、現在では献血回数70回で銀色有功章が、献血回数100回で金色有功章のそれぞれガラス杯が日本赤十字社から授与される。

### 複数回献血クラブ（ラブラッド）
2018年10月29日に愛称を「ラブラッド」に統一し、全国共通で利用できるサイトを立ち上げた。安全な献血者を安定的に確保することを目的として、各都道府県の血液センターで運営されている。年間複数回、400mL献血・成分献血が可能な会員を募集している。
会員登録は献血者コード（2桁+8桁の番号）が必要で、1994年（平成6年）4月以降に一度献血をして、献血者コードを取得する必要がある。会員登録すると、血液センターからキャンペーンやイベントなどを知らせるメールや、事故や災害などで、血液が大量かつ緊急に必要な際や、特定の血液型が非常に不足したときなどに献血依頼メールが届く（献血は強制ではない）。献血依頼メールは、前回との献血の間隔や年間の献血回数の条件をクリアした人の中から、そのときに足りない血液型の会員に必要な人数に送られる。
2022年9月には、スマートフォン用アプリケーション「ラブラッドアプリ」がサービス開始。
2026年1月4日をもって献血手帳や献血カードの新規発行・更新が終了し（前述）、翌1月5日から献血会場での受付が「ラブラッドアプリ」での対応に一本化される。

#### 会員特典
- インターネット上で自分の血液検査の結果閲覧[39]（献血者コードと会員登録時に設定したパスワードが必要）
- 献血カードを会員専用献血カード（黒地に世界地図または赤地にけんけつちゃん）に切替（2011年10月3日から）
- 成分献血の日時指定予約
- 400mL献血の日時指定予約
- その他、血液センターごとに特典が用意されている場合もある（カイロプラクティック、マッサージなど）

#### 愛称
血液センターごとに愛称を設定している場合がある。
- 群馬県、埼玉県、東京都、新潟県、三重県：携帯メールクラブ
- 北海道：ひまわりCROSSメールクラブ
- 宮城県：けんけつくらぶ
- 茨城県：ネット・ケイタイクラブ
- 千葉県：複数回献血くらぶ
- 神奈川県：かながわ献血メールクラブ
- 富山県：献血LOVEメールクラブ
- 福井県：複数回献血クラブIBUKI
- 山梨県：メールクラブ山梨
- 長野県：複数回献血クラブAOBA（あおば）
- 滋賀県：くるくるトマト
- 京都府：献血Friends
- 大阪府：けんけつE倶楽部
- 兵庫県：プラス1献血クラブ
- 奈良県：ハーディアクラブ
- 鳥取県：ほっとクラブ
- 島根県：複数回献血クラブ
- 広島県：ｅハート
- 徳島県：Let'sけんけつクラブ
- 香川県：ピコメールクラブ
- 愛媛県：リピート あいピー
- 長崎県：400mL・PC献血クラブ

### キャラクター
- けんけつちゃん - 地区によってはご当地のけんけつちゃんもある（宮城県は伊達政宗、神奈川県はサーファーなど）

#### 各地の献血キャラクター
- 青森県 - ブラット君[40]
- 岩手県 - ココロンちゃん[41]
- 福島県 - キビチーちゃん
- 茨城県 - ロージー
- 埼玉県 - エビオ（A・B・O型）君
- 新潟県 - ブラッド君
- 長野県 - 献血ケンケン
- 滋賀県 - ちーたん[42]
- 京都府 - ユートン[43]
- 大阪府 - Dr.ブラッド
- 兵庫県 - Kちゃん
- 奈良県 - ハーディア
- 和歌山県 - 愛ちゃん
- 徳島県 - 熱血KENちゃん
- 広島県 - ちーぴっと
- 鳥取県 - ハッピーくん
- 熊本県 - ハービット

## 欧米における献血

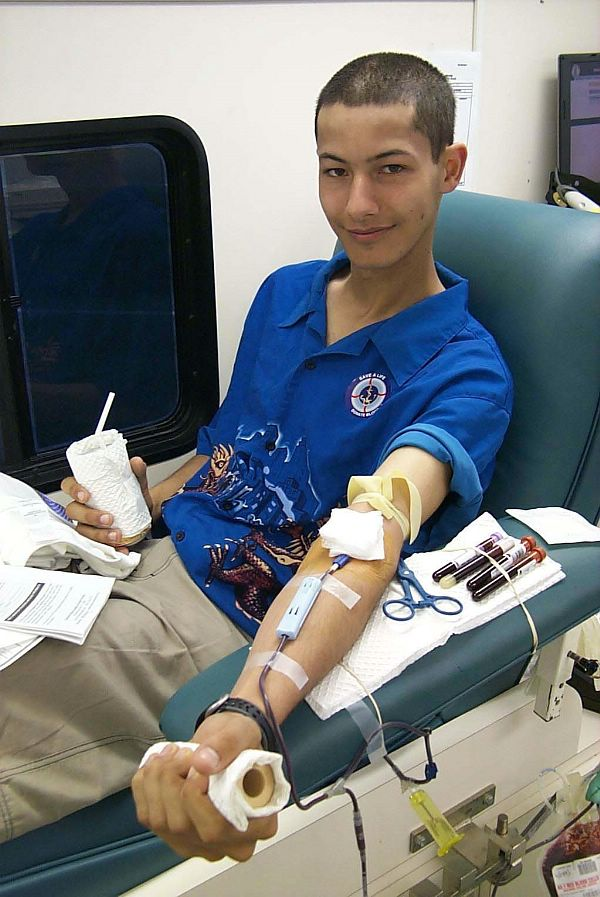
米国海軍兵士による献血風景

### EU
EUでは献血可能年齢の下限は18歳（各国の法律で17歳も考慮）、上限は65歳を基準としている。60歳以上の初回者は医師の判断により献血できる。65歳を超えても医師が許可すれば献血できる。

### イギリス
イギリスの全血採血基準では年齢下限は17歳（未成年者は保護者の同意が必要）、年齢上限は65歳である。60歳以上の初回者は医師の判断により献血できる。65歳を超えても医師が許可すれば献血できる。
1回当たりの採血量は470mLである。年間採血回数は3回を限度とする。
イギリスの成分採血基準では年齢下限は18歳、年齢上限は65歳である。インフォームドコンセントが要件とされている。
血漿献血の1回あたりの採血血漿量は循環血液量の15%未満である（抗凝固剤を除く）。血小板献血の1回あたりの採血血漿量も循環血液量の15%未満である（抗凝固剤を除く）。
年間採血回数は24回を限度とする。

### フランス
フランスの献血可能年齢は下限は18歳、上限は65歳（初回者は60歳が上限）である。
1回当たりの採血量は450mLである。年間採血回数は男性は5回、女性は3回を限度とする。
血漿献血の1回あたりの採血血漿量は650mLである（抗凝固剤を除く）。血小板献血の1回あたりの採血血漿量は600mLである（抗凝固剤を除く）。

### ルクセンブルク
1979年10月22日の法令から、献血回数に応じて献血功労者賞Médaille du Mérite pour le don du sangを授与している。自発的な献血回数20回で銅メダル、40回で銀メダル、80回で金メダルとなる。

### ドイツ
自発的な献血回数でBlutspendeehrennadelが授与される。

### アメリカ合衆国
アメリカの献血可能年齢は下限は17歳（保護者の同意を条件に16歳を下限とする州もある）であり、上限はない。
1回当たりの採血量は原則500mLである。
インフォームドコンセントが要件とされている。

## 献血関連の事件・事故
- 1964年3月ごろにライシャワー事件が発生した。輸血された血液からC型肝炎に罹患した本事件で、有償の採血が禁止になる。
- 2003年12月ごろ、検査をすり抜けた輸血でHIVウイルスに感染した。
- 2004年1月7日に、整形外科医で自称作家の藤田徳人が、開設するウェブサイトの恋愛科学研究所でエイズ検査目的の献血を勧める内容を記載して、問題となる。
- 2005年9月に、献血者が採血終了直後に昏倒して頭部強打で急死した。血管迷走神経反射性失神が原因と疑われる。
- 2008年9月に長野県赤十字血液センターで血液中のヘモグロビン値が基準未満の採血者から看護師が誤って採血した血液が、血液製剤化されて埼玉県内の医療機関で乳児に輸血された。事情を知った別の看護師が、仲間をかばうために書類を改竄していた。
- 2009年2月26日に、献血されたRh+のO型血液がRh-を示す「Neg」と誤表記されて、福島県在住のRh-の60代男性患者に輸血された、と東京都赤十字血液センターが発表した。赤血球が破壊されて血尿など副作用が懸念される。検査担当者が記録紙に誤記載し、別の担当者も誤りを見逃していた。
- 2011年5月に、大阪府茨木市内で献血した男性が採血針で腕の神経を損傷したとして、大阪地方裁判所に訴訟を提起し、2015年4月14日付で、日赤が解決金900万円を支払う内容で和解が成立[46]した
- 2019年10月、日本赤十字社が展開した漫画・アニメ『宇崎ちゃんは遊びたい!』との献血コラボキャンペーンで公共の場に掲出したポスターを、アメリカ国籍の男性が「過度に性的」とTwitterで批判[47]し、弁護士の太田啓子は「ポスターはセクハラ」と日本赤十字社に苦情[48]を提出した。これを巡り抗議で献血拒否を煽動する者やそれを批判する者[49]も出るなど、一部で騒動を招いた。

## 著名な人物
オーストラリアのジェームズ・ハリソン（1936年 - 2025年）は、1955年からオーストラリアにおける献血可能年齢の上限である81歳になった2018年5月までの64年間に延べ1173回献血を行い、献血回数でギネス世界記録に認定された。彼の血液はRh式血液型不適合妊娠に対する抗D人免疫グロブリン製剤を生成する希少な抗体が含まれており、彼の献血で240万人以上の新生児・乳児が救われた。